# Giuseppe Gentile (Leichtathlet)
Giuseppe Gentile (* 4. September 1943 in Rom) ist ein ehemaliger italienischer Leichtathlet.
Bei den Olympischen Spielen 1968 in Mexiko-Stadt gelangen dem Dreispringer am 16. Oktober mit 17,10 Metern in der Qualifikation und am 17. Oktober mit 17,22 Metern im Finale zwei Weltrekorde. Dennoch gewann er lediglich die Bronzemedaille. Er wurde von Wiktor Sanejew mit 17,39 Metern und von Nelson Prudêncio mit 17,27 Metern übertroffen.
Bei den Leichtathletik-Europameisterschaften 1969 in Athen belegte er mit 16,03 Metern den siebten Platz. 1972 in München konnte er sich mit 16,04 Metern nicht für das Finale qualifizieren.
Bei den europäischen Hallenspielen 1966 wurde er Vierter mit 16,25 Metern, bei der ersten offiziellen Halleneuropameisterschaften im Jahr 1970 wurde er Siebter mit 16,12 Metern.
Giuseppe Gentile war 1968 italienischer Meister im Weitsprung und in den Jahren 1965, 1966, 1968, 1970 und 1971 Meister im Dreisprung.
Seine Bestleistung im Dreisprung waren die 17,22 Meter aus Mexiko-Stadt. Im Weitsprung gelangen ihm 7,91 Meter. Giuseppe Gentile ist 1,90 m groß und wog in seiner aktiven Zeit 83 kg.
1969 übernahm er mit der Rolle des Jason an der Seite von Maria Callas eine der Hauptrollen in Pier Paolo Pasolinis Film Medea.